# Елица Павлова
Елица Павлова е българска алпинистка.

## Биография и дейност
Елица Павлова е родена на 24 септември 1976 г. в София. По образование е инженер. Работи като графичен и уеб дизайнер.
С катерене и алпинизъм се занимава от 1997 г. Комплексна катерачка, практикуваща всички разновидности на катеренето и алпинизма.
Два пъти е републиканска шампионка по ледено катерене (2004 г.) и драйтулинг.
През 2002 г. в свръзка с Николай Петков и Тервел Керелов прави второто българско изкачване на маршрута Филип-Флам (Filippe-Flamm) по 1200-метровата северната стена на Чивета в Доломитите, с финал по тура на Комичи.
През 2003 г. участва в експедиция до връх Ленин (7134 м), където достига до височина 6400 м. През 2004 г. е ръководител на трекинг-група до предния базов лагер на връх Еверест откъм Тибет. През 2007 г. участва в първата експедиция на Иван Кожухаров „Споделени върхове“, с цел изкачването му на връх Монблан (4810 метра) и слизане с парапланер. Поради лоши метереологични условия, алпинистите успяват да стигнат само до връх Монблан дю Такюл.
През 2008 г. в свръзка с Николай Петков изкачва връх Мисис Тау (4300 m) в Безенгийския район, Кавказ. Същата година с Николай Петков изкатерват северната 1300-метрова стена на връх Пиц Бадиле в Швейцария (една от шестте Големи северни стени на Алпите) по тура на Касин.
Преминала свободно много алпийски и спортни маршрути в България. Участва в разработването на нови катерачни обекти и прокарването на нови турове на Беледие хан, Лакатник, Мальовица, Враца, Дряновския манастир, Костенец и др.
Организатор и лектор на еко-семинари „Да запазим Рила чиста”, проекти, свързани с опазването на планините у нас, детски лагери и мотивационни презентации.
Авторка е на книгите „Клемата и Френда“ с карикатури на Доньо Донев (2006) и „Планката и Болтът“ (2018).

## Нови алпийски и спортни маршрути
| Име                | Район                 | Екипиране                                                       | UIAA  |
| Кито               | Хижа „Мальовица“      | 2007 Николай Петков, Елица Павлова                              | 7+    |
| Начало             | Хижа „Мальовица“      | 2006 Николай Петков, Елица Павлова                              | 4-    |
| Рубикуб            | Хижа „Мальовица“      | 2009 Николай Петков, Елица Павлова                              | 6+/7- |
| Хубавата цепка     | Хижа „Мальовица“      | 2006 Николай Петков, Елица Павлова                              | 6     |
| Клемата и Френда   | Хижа „Мальовица“      | общо 10 болта по тура (вкл. на площадките)                      | 6+/7- |
| Хотел Калифорния   | Костенец              | 2017 Николай Петков, Елица Павлова                              | 7-    |
| Стъклен дом        | Стегите               | 2011 Николай Петков, Елица Павлова                              | 7     |
| Гном               | Стегите               | 2011 Николай Петков, Елица Павлова                              | 8+/9- |
| Азимут 1           | Малката дупка         | 2017 Николай Петков, Елица Павлова                              | 5+    |
| Азимут 2           | Малката дупка         | 2017 Николай Петков, Елица Павлова                              | 6-    |
| Азимут 3           | Малката дупка         | 2017 Николай Петков, Елица Павлова                              | 6+    |
| Rocks              | Малката дупка         | 2016 Николай Петков, Елица Павлова                              | 7+/8- |
| Freerocks          | Малката дупка         | 2016 Николай Петков, Елица Павлова                              | 9-    |
| Последният мохикан | Малката дупка         | 2014 Николай Петков, Елица Павлова                              | 8     |
| Хъкълбери Фин      | Голямата дупка        | 2016 Николай Петков, Елица Павлова                              | 7+    |
| Ян Бибиян          | Проходът Вратцата     | Николай Петков, Елица Павлова. Няма оставени клинове.           | 6+    |
| Ъпсурт             | Долен централен район | Николай Петков, Елица Павлова. 2 скални клина и 9 болта.        | 7     |
| Старо куче         | Долен централен район | По целия тур има няколко скални клина. На площадките – болтове. | 7+    |
| Кито               | Долен централен район | Направен е само с френдове и клеми.                             | 5     |
| Букет              | Източен район         | 2002 Елица Павлова, Николай Петков, Михаил Михайлов             | 7+    |
| Kraft              | Източен район         | 2002 Елица Павлова, Николай Петков, Михаил Михайлов             | 7-    |
| Патето от bTV      | Източен район         | Направен е само с френдове и клеми.                             | 6+    |
| Грозното пате      | Източен район         | Направен е само с френдове и клеми.                             | 6+    |
| Хубав като теб     | Петренски дол         | 2009 Николай Петков, Елица Павлова, Васил Ахчийски              | 7+/8- |
| Дева Мария         | Петренски дол         | 2009 Николай Петков, Елица Павлова                              | 8-    |
| Катерачът 2        | Беледие хан           | 2008 Николай Петков, Елица Павлова                              | 8-    |
| Камината           | Беледие хан           | 2003 Николай Петков, Елица Павлова                              | 6     |
| Салса              | Беледие хан           | 2004 Николай Петков, Елица Павлова                              | 7     |
| Пачанга            | Беледие хан           | 2004 Николай Петков, Елица Павлова                              | 8     |
| Цинга              | Дряновски манастир    | 2016 Николай Петков, Елица Павлова                              | 8     |
| Манга              | Дряновски манастир    | 2016 Николай Петков, Елица Павлова                              | 8     |
| Фук                | Дряновски манастир    | 2016 Николай Петков, Елица Павлова                              | 7     |
| Крачунка           | Дряновски манастир    | 2016 Николай Петков, Елица Павлова                              | 7+/8- |
| Отец Онуфрий       | Дряновски манастир    | 2016 Николай Петков, Елица Павлова                              | 8+/9- |
| Empty your mind    | Дряновски манастир    | 2016 Николай Петков, Елица Павлова                              | 8+    |
| Брус Лий           | Дряновски манастир    | 2016 Николай Петков, Елица Павлова                              | 9+    |
| Real fight         | Дряновски манастир    | 2016 Николай Петков, Елица Павлова                              | 9     |
| Real fight ext.    | Дряновски манастир    | 2016 Николай Петков, Елица Павлова                              | 9+    |
| Бачо Киро          | Дряновски манастир    | 2016 Николай Петков, Елица Павлова                              | 7+/8- |